# Mikojan Skat
Mikojan Skat  (také MiG Skat, Manta) byl ruským projektem subsonického bezpilotního bojového letounu (UCAV) s vlastnostmi stealth, který byl vyvíjen společností Mikojan-Gurevič od roku 2005. Letoun měl být určen pro útoky na pozemní a námořní cíle. Měl operovat samostatně, případně jako součást skupiny s pilotovanými letadly.

## Konstrukce
Konstrukce letounu vycházela z bezocasé koncepce. Aby byla minimalizována radarová odrazová plocha letounu, byl vstup vzduchu pro motor umístěn na vrchní stranu trupu. Plánovanou výzbroj měl letoun nosit ve vnitřních pumovnicích. Skat měl nést střely vzduch-země Ch-31 (AS-17 Krypton). Letoun měl být poháněn jedním motorem Klimov RD-5000B, což měla být varianta dvouproudového motoru Klimov RD-33 bez přídavného spalování, který se používá například v letounech MiG-29. 

## Vznik a vývoj
Společnost Mikojan-Gurjevič měla roku 2005 zahájit z vlastní iniciativy práce na letounu Skat, ruské ministerstvo obrany ale nejevilo o letoun zájem. Společnost MiG představila maketu letounu Skat na mezinárodní letecké show MAKS-2007. Představitelé MiGu na této výstavě uvedli, že by měla vzniknout jak pilotovaná varianta pro testy, tak i bezpilotní varianta.
V letech 2011 a 2012 oznámil tehdejší ředitel společnosti MiG Sergej Korotkov, že společnost bude spolupracovat se společností Suchoj na bezpilotním bojovém letounu.
Roku 2018 prohlásil Sergej Korotkov, že vývoj bezpilotního letounu Skat nebude pokračovat. Rozhodnutí mělo pocházet od ruského ministerstva obrany.

## Specifikace

Třípohledový nákres

Data dle

### Technické údaje
- Rozpětí: 11,5  m
- Délka: 10,25 m
- Výška: 2,7 m
- Max. vzletová hmotnost : 10 00 kg
- Pohonná jednotka: 1x dvouproudový motor Klimov RD-5000B o tahu 54 kN, motor nebyl vybaven přímým spalováním

### Výkony
- Maximální rychlost: 800 km/h
- Dostup: 15 000 m
- Bojový radius: 2 000 až 2 100 km

### Výzbroj
- 2 000 kg pum